# Francesco Serini
Francesco Serini (falecido a 6 de setembro de 1598) foi um prelado católico romano que serviu como bispo de Bagnoregio (1590–1598).
No dia 16 de julho de 1590, Francesco Serini foi nomeado durante o papado de Sisto V como Bispo de Bagnoregio. Serviu como Bispo de Bagnoregio até à sua morte a 6 de setembro de 1598. Enquanto bispo, foi o principal co-consagrador de Arnaud d'Ossat, bispo de Rennes.